# Moisés Vieira da Veiga
Moisés Vieira da Veiga (nacido el 2 de septiembre de 1996), conocido simplemente como Moisés, es un futbolista brasileño que juega como delantero en el Fortaleza de la Serie A.

## Carrera del club
Nacido en Morro da Fumaça, Santa Catarina, Moisés jugó fútbol amateur hasta que se unió a Hercílio Luz en 2019. Apareció en su primer partido senior el 16 de enero de ese año, jugando los últimos cinco minutos de un empate 2-2 del Campeonato Catarinense como visitante contra Atlético Tubarão; marcó su primer gol diez días después, en una goleada en casa por 4-0 al Metropolitano.
Después de ser utilizado principalmente como suplente, Moisés fue cedido al Concordia para la segunda división del Catarinense. Tras conseguir el ascenso a la máxima categoría y ser el máximo goleador del torneo, firmó contrato indefinido con el club.
El 23 de septiembre de 2019, Moisés se mudó al Brusque cedido para la Copa Santa Catarina del año. Regresó a su club matriz en diciembre, tras levantar el trofeo y volver a ser el máximo goleador.
El 5 de junio de 2020, Moisés renovó su contrato con el Concórdia hasta 2022. A finales de mes, acordó una cesión con el Ponte Preta del lado de la Serie B hasta abril de 2021.
Moisés, inicialmente una opción de respaldo, comenzó a aparecer regularmente durante la Serie B de 2020 y anotó un triplete en la victoria a domicilio por 7-2 sobre el Figueirense el 29 de enero de 2021. El 3 de mayo, Ponte lo fichó de forma permanente en un contrato hasta 2024.

## Estadísticas de carrera
A partir del 11 de mayo de 2023
| Club               | Temporada     | División            | Liga         | Liga  | Liga estatal | Liga estatal | Copa         | Copa  | Continental  | Continental | Total        | Total |
| Club               | Temporada     | División            | Aplicaciones | Goles | Aplicaciones | Goles        | Aplicaciones | Goles | Aplicaciones | Goles       | Aplicaciones | Goles |
| ------------------ | ------------- | ------------------- | ------------ | ----- | ------------ | ------------ | ------------ | ----- | ------------ | ----------- | ------------ | ----- |
| Hercílio Luz       | 2019          | Série D             | 1            | 0     | 10           | 1            | —            | —     | —            | —           | 11           | 1     |
| Concórdia (cesión) | 2019          | Catarinense Série B | —            | —     | 19           | 7            | —            | —     | —            | —           | 19           | 7     |
| Brusque (cesión)   | 2019          | Série D             | —            | —     | —            | —            | —            | —     | —            | —           | 11           | 9     |
| Concórdia          | 2020          | Catarinense         | —            | —     | 9            | 3            | —            | —     | —            | —           | 9            | 3     |
| Ponte Preta        | 2020          | Série B             | 28           | 4     | 4            | 1            | 3            | 1     | —            | —           | 35           | 6     |
| Ponte Preta        | 2021          | Série B             | 37           | 7     | 14           | 6            | 2            | 0     | —            | —           | 53           | 13    |
| Ponte Preta        | Total         | Total               | 65           | 11    | 18           | 7            | 5            | 1     | —            | —           | 88           | 19    |
| Fortaleza          | 2022          | Série A             | 37           | 7     | 6            | 2            | 5            | 1     | 8            | 3           | 56           | 13    |
| Fortaleza          | 2023          | Série A             | 4            | 3     | 3            | 0            | 5            | 1     | 3            | 1           | 15           | 5     |
| Fortaleza          | Total         | Total               | 41           | 10    | 9            | 2            | 10           | 2     | 11           | 4           | 71           | 18    |
| C. D. Cruz Azul    | 2023          | 1.ª                 | 16           | 1     | -            | -            | -            | -     | -            | -           | 15           | 1     |
| C. D. Cruz Azul    | Total         | Total               | 16           | 1     | -            | -            | -            | -     | -            | -           | 15           | 1     |
| C. D. Cruz Azul    | Carrera total | Carrera total       | 118          | 22    | 65           | 20           | 15           | 3     | 11           | 4           | 209          | 57    |

## Honores
Brusque
- Copa Santa Catarina: 2019[5]

Fortaleza
- Copa do Nordeste: 2022
- Campeonato Cearense: 2022, 2023